# Yangicoris
Yangicoris is een geslacht van wantsen uit de familie van de Reduviidae (Roofwantsen). Het geslacht werd voor het eerst wetenschappelijk beschreven door Cai in 1995.

## Soorten
Het genus is monotypisch en bevat alleen de volgende soort:

- Yangicoris geniculatus Cai, 1995